# Llista de partits polítics de Turquia
Turquia és una democràcia parlamentària amb un sistema multipartidista. Es consideren partits principals aquells que van obtenir més del 10% dels vots en els últimes eleccions generals (2011) i/o estan representats al parlament. Els partits menors es defineixen com a partits polítics que han complert els requisits del Comitè d'Elecció Suprem (Yüksek Seçim Kurulu en turc, abreujat com a YSK) i els noms dels quals han estat inclosos en els llistats de les votacions.

## Partits representats alParlamenta lesEleccions legislatives turques de 2018
| Partit | Partit                                                                | nov 2015 | 2018 | Canvi |
| ------ | --------------------------------------------------------------------- | -------- | ---- | ----- |
|        | Partit de la Justícia i el Desenvolupament Adalet ve Kalkınma Partisi | 295      | 290  | 5     |
|        | Partit Republicà del Poble Cumhuriyet Halk Partisi                    | 146      | 140  | 6     |
|        | Partit Democràtic del Poble Halkların Demokratik Partisi              | 67       | 62   | 5     |
|        | Partit del Moviment Nacional Milliyetçi Hareket Partisi               | 49       | 49   | =     |
|        | Bon Partit İyi Party                                                  | 43       | 39   | 4     |
|        | Partit de la Felicitat Saadet Partisi                                 | 0        | 2    | 2     |
|        | Partit de la Gran Unió Büyük Birlik Partisi                           | 0        | 1    | 1     |
|        | Partit Democràtic Büyük Birlik Partisi                                | 0        | 1    | 1     |
| Total  | Total                                                                 | 600      | 596  | 4     |

## Partits menors i altres partits no representats al Parlament
- Partit Comunista de Turquia (Türkiye Komünist Partisi, TKP)
- Partit Democràtic (Demokrat Parti, DP)
- Partit de l'Esquerra Democràtica (Demokratik Sol Parti, DSP)
- Demokratik Sol Halk Partisi DSHP
- Eşitlik ve Demokrasi Partisi EDP
- Partit de la Llibertat i el Socialisme (Özgürlük ve Dayanışma Partisi, ÖDP)
- Yeşiller Partisi
- Partit de la Pàtria (Yurt Partisi, YP)
- Bağımsız Cumhuriyet Partisi BCP
- Partit per una Turquia Independent (Bağımsız Türkiye Partisi, BTP)
- Partit del Treball (Emek Partisi, EMEP)
- Emekçi Hareket Partisi EHP
- Partit Liberal Democràtic (Liberal Demokrat Parti, LDP)
- Marksist Leninist Komünist Parti
- Millet Partisi MP
- Ulusal Parti
- Yeni Parti (2008)
- Partit de l'Ascens del Poble (Halkın Yükselişi Partisi, HYP)
- Halkın Sesi Partisi HAS PARTİ
- Devrimci Sosyalist İşçi Partisi DSIP
- Devrimci İşçi Partisi DİP
- Hak ve Eşitlik Partisi HEPAR
- Toplumcu Demokratik Parti TDP
- Sosyaldemokrat Halk Partisi SHP
- Sosyalist Demokrasi Partisi SDP
- Hak ve Özgürlükler Partisi HAKPAR
- Türkiye Değişim Hareketi TDH
- Türkiye Partisi TP
- Partit dels Treballadors (İşçi Partisi, İP)
- Partit Jove (Genç Parti, GP)

## Partits difunts i històrics
Aquests són alguns dels partits que van ser desmantellats a causa de les seves dinàmiques internes, fusions, incapacitat de trobar base electoral o per alguna intervenció governamental, per exemple a continuació d'un cop d'estat.

### Ala esquerra
- Partit Nova Turquia (Yeni Türkiye Partisi), fusionat el 2004 amb el CHP
- Partit de la Socialdemocràcia (Sosyal Demokrasi Partisi, SODEP) fusionat amb el Partit del Poble per formar el Partit Socialdemòcrata Populista (SDHP) el 1985
- Partit Populista (Halkçı Parti), fusionat amb el SODEP per formar el Partit Socialdemòcrata Populista el 1985
- Partit Socialdemòcrata Populista (Sosyal Demokrat Halkçı Parti), fusionat amb el CHP

### Liberal
- Partit Republicà Liberal (Serbest Cumhuriyet Fırkası, autodissolt))1929)
- Partit de la Llibertat Fusionat amb el CHP
- Moviment Nova Democràcia (Yeni Demokrasi Hareketi)

### Conservadors, centredreta
- Partit de la Justícia (Adalet Partisi, AP) (1962) Clausurat el 12 de setembre de 1980
- Gran Partit de Turquia (Büyük Türkiye Partisi) (1983)
- Partit Demòcrata (Demokrat Parti, DP) (1946-1961)
- Partit de la Nació (Millet Partisi, MP) (1948–1953 i 1962–1977)
- Partit Demòcrata (1970-1980)
- Partit del Centre Democràtic (Demokratik Merkez Partisi, DMP) Fundat el 17 de maig de 1990, fusionat amb el Partit de la Recta Via el 14 de setembre de 1991
- Partit de la Recta Via (Doğru Yol Partisi), conservador (un 9,6%) (1983), que es va fusionar amb el Partit de la Mare Pàtria en el nou Partit Democràtic el 2007.
- Nou Partit de Turquia (1961–1973) Fusionat amb el Partit de la Justícia (sense cap relació amb l'anterior partit del mateix nom).
- Partit de la Mare Pàtria (Anavatan Partisi, ANAP), integrat el 2009 al Partit Democràtic

### Nacionalistes
- Partit de la Nació i els Camperols Republicans (Cumhuriyetçi Köylü Millet Partisi), fusió de dos partits, reemplaçat per l'MHP
- Partit del Treball Nacionalista (Milliyetçi Çalışma Partisi), reemplaçat per l'MHP
- Partit Nacionalista de la Democràcia (1983-1986)

### Religiosos
- Partit de Salvació Nacional (Milli Selâmet Partisi) Clausurat el 12 de setembre de 1980
- Refah Partisi (Partit del Benestar). Prohibit el 1988
- Partit del Desenvolupament Nacional (Milli Kalkınma Partisi)

### Kurds
Partit de la Democràcia Participativa Katılımcı Demokrasi Partisi, en 2019 es va fusionar amb el Partit Democràtic del Kurdistan

## Partits prohibits
Aquests són alguns dels partits que van ser il·legalitzats mitjançant processos extraordinaris per part del Tribunal Constitucional de Turquia.

### Ala esquerra
- Partit dels Treballadors de Turquia (Türkiye İşçi Partisi), prohibit el 1971, representat al senat nacional a principis de la dècada de 1960.
- Partit Comunista Unit de Turquia (Türkiye Birleşik Komünist Partisi)

### Religiosos
- Partit Republicà Progressista (Terakkiperver Cumhuriyet Fırkası, prohibit el 3 de juny de 1925
- Partit de l'Ordre Nacional (Milli Nizam Partisi), prohibit el 20 de maig de 1971
- Refah Partisi (Partit del Benestar) prohibit el 1997 i dissolt el 1998
- Fazilet Partisi (Partit de la Virtut), prohibit el 22 de juny de 2001

### Separatistes kurds
- Partit Popular Laborista (HEP) (Halkın Emek Partisi, prohibit el juliol de 1993)
- Partit de la Democràcia DEP (Demokrasi Partisi, prohibit el 16 de juny de 1994 i conegut també com a Partit de la Democràcia i la Igualtat)
- Partit de la Llibertat i la Democràcia del Kurdistan (PADEK o ÖZDEP)
- Partit de la Democràcia del Poble (HADEP Halkın Demokrasi Partisi), prohibit el 13 de març de 2003)
- Partit Democràtic Popular (DEHAP)
- Partit de la Societat Democràtica (DTP Demokratik ve Toplum Partisi, prohibit l'11 de desembre de 2009)
- Partit de la Pau i la Democràcia Barış ve Demokrasi Partis, il·legalitzat l'11 de desembre del 2009